# باریش آتیک
باریش آتیک (انگلیسی: Barış Atik؛ زادهٔ ۹ ژانویهٔ ۱۹۹۵) بازیکن فوتبال اهل آلمان است.
از باشگاه‌هایی که در آن بازی کرده‌است می‌توان به باشگاه فوتبال ماگدبورگ ۱ اشاره کرد.
وی همچنین در تیم‌های ملی فوتبال جوانان ترکیه و Turkey national under-19 football team بازی کرده‌است.